# Waduk Prijetan
Waduk Prijetan är en sjö i Indonesien.   Den ligger i provinsen Jawa Timur, i den västra delen av landet, 600 km öster om huvudstaden Jakarta. Waduk Prijetan ligger 52 meter över havet. Arean är 2,1 kvadratkilometer. Omgivningarna runt Waduk Prijetan är en mosaik av jordbruksmark och naturlig växtlighet. Den sträcker sig 2,3 kilometer i nord-sydlig riktning, och 1,9 kilometer i öst-västlig riktning.